# 陈歌辛

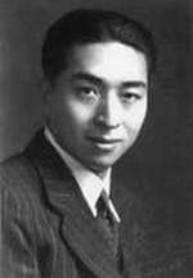
陳歌辛

陳歌辛（1914年9月19日—1961年1月25日），原名陳昌壽，筆名懷玉、林枚，出生於江蘇省南匯縣（今屬上海市浦東新區），中国流行音樂人，與黎錦光同被認為是中國流行樂壇成熟期最傑出的代表，分別有「歌仙」與「歌王」之稱。

## 生平
陳歌辛的外祖父爲印度人，故有印度血統。母親將他過繼給無子女的建築工程師陳有光。陳歌辛畢業於上海市格致中学，曾短暫跟隨猶太音樂家弗蘭克爾學習音樂理論及作曲、指揮等。其後在上海一些中學教授音樂，並創作歌曲。
- 1935年，在上海樂劇訓練所兼任教職時，創作了中國第一部音樂劇《西施》。
- 1938年，任中法戲劇專科學校音樂教員，與中共地下黨員楊帆合作，爲“新華影業公司”的電影《兒女英雄傳》中，譯配了蘇聯歌曲《伏爾加船夫曲》，還和張昊、鐵錚、鄭守燕組辦了200人參加的大型“歌詠指揮訓練班”，曾創作抗戰歌曲。
- 1941年太平洋戰爭爆發，日軍佔領上海租界。12月16日陳歌辛被日本佔領當局逮捕，被關進極司非爾路76號酷刑折磨三個月後放出。
- 1943年进入汪精卫政府直属的“中华电影联合股份有限公司”音乐部工作。
- 1945年3月，爲日軍神風突擊隊軍歌譜曲[1][2]，而春风文艺出版社1994年出版的《中国近现代音乐家传》称陈歌辛曾在汪精卫政府所属「华影」任职期间谱写《大东亚民族团结进行曲》。[3]
- 1945年8月，日本戰敗投降，陳歌辛聽到日本投降消息之後當晚就寫了《迎戰士》一曲。
- 1946年陳歌辛爲慶祝抗戰勝利後第一個農曆新年，以「慶餘」為筆名創作賀年歌《恭喜恭喜》，該曲日後成為華人世界最重要的賀年歌曲。[4]
- 1946年6月陳歌辛因「漢奸嫌疑」被民國政府拘押七天後被無罪釋放。
- 1946年底，陳歌辛赴香港投奔夏衍。
- 1950年4月受夏衍之邀，回到上海任昆侖電影製片廠作曲。
- 1956年受楊帆案件牽連，被上海電影製片廠立案審查，一度停止工作，後被宣佈無歷史問題，恢復工作。
- 1957年在反右運動前並未發言（一說是《梅花開咯》的歌名、歌詞犯忌），但也被打成右派，送往安徽白茅嶺農場勞動，在大躍進饑荒中被餓死於當地。
- 1961年1月25日的早上，當「右派」們起床準備開始一天的勞作時，只有陳歌辛沒有動靜，叫他也沒反應，等掀開被子一看，大家才發現，年僅47歲的陳歌辛「臉色慘白，停止了呼吸，不知什麼時候已離開人世」。
- 1979年罪名終獲平反。

陳歌辛的代表作有《風雨中的搖籃曲》、《永遠的微笑》、《玫瑰玫瑰我愛你》、《西湖春》、《鳳凰于飛》、《夜上海》、《蘇州河邊》等歌曲，由周璇、李香蘭、龔秋霞、姚莉、白光等歌手演唱，在上海風靡一時。他作曲的同時也寫歌詞，流傳甚廣的《五月的風》就是他作詞。

## 主要作品
- 《我要你》（1928年）
- 《昭君怨》（1932年）（陳歌辛作詞，黎錦光作曲）
- 《西施》（1935年）
- 《不准敵人通過》（1938年）
- 《度過這冷的冬天》（1938年）
- 《初戀女》（1938年）
- 《春風野草》（1938年）
- 《五月的風》（1939年）（陳歌辛作詞，黎錦光作曲）
- 《風雨中的搖籃曲》（1939年）（《春之消息組歌》之一）
- 《布穀》（1939年）（《春之消息組歌》之一）
- 《永遠的微笑》（1940年）
- 《玫瑰玫瑰我愛你》（1940年）
- 《秋的懷念》（1940年）
- 《春之夢》（1941年）（陳歌辛作詞，竹崗信幸作曲）
- 《薔薇處處開》（1942年）
- 《夢中人》（1942年）
- 《漁家女》（1943年）
- 《恨不相逢未嫁時》（1943年）（陳歌辛作詞，姚敏作曲）
- 《西湖春》（1943年）
- 《不變的心》（1943年）
- 《是夢是真》（I Wonder Why）（1943年）
- 《戀之火》（1943年）
- 《桃李爭春》（1943年）
- 《莫忘今宵》（1943年）
- 《第二夢》（1944年）（陳歌辛作詞，姚敏作曲）
- 《忘憂草》（1944年）
- 《葡萄美酒》（1944年）
- 《鳳凰于飛》（1945年3月，电影《凤凰于飞》主题歌）
- 《前程萬里》（1945年）
- 《迎戰士》（1945年）
- 《蘇州河邊》（1946年）
- 《恭喜恭喜》（1946年）
- 《夜上海》（1946年）
- 《花樣的年華》（1946年）
- 《三輪車上的小姐》（1946年）
- 《莫負青春》（1947年）
- 《小小洞房》（1947年）
- 《童歌》（1947年）
- 《高崗上》（1947年）
- 《阿蘭娜》（陳歌辛作詞；君瑞作曲）
- 《歌女之歌》（1948年）
- 《臭蟲歌》（1948年）
- 《大拜年》（1948年）
- 《北平來》（1949年）
- 美術片《驕傲的將軍》配曲 （1955年）
- 《梅花開咯》（1957年，電影《情長誼深》插曲，絕筆）

## 家庭

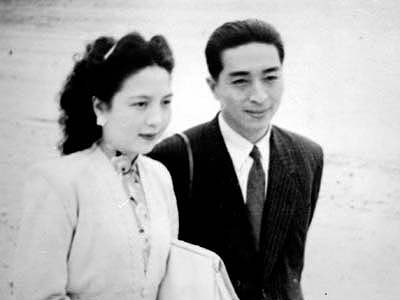
陳歌辛和妻子金嬌麗

陳歌辛1935年結婚，妻子金嬌麗，原是陳歌辛的學生。
陳有三子一女，長子陳鋼爲著名音樂家，作有著名小提琴協奏曲《梁祝》，三子陳東爲男中音歌唱家。
陳歌辛上海故居是寧海西路190號（舊門牌華格臬路238號）。